# Canon SX400 IS
La Canon PowerShot SX400 IS es una cámara digital bridge de 16 megapíxeles fabricada por Canon, anunciada en julio de 2014 y lanzada en octubre del mismo año. Cuenta con un lente no intercambiable con un zoom óptico de 30x, y un zoom digital de hasta 120x.

## Galería
A continuación, fotos tomadas con la Canon PowerShot SX400 IS.

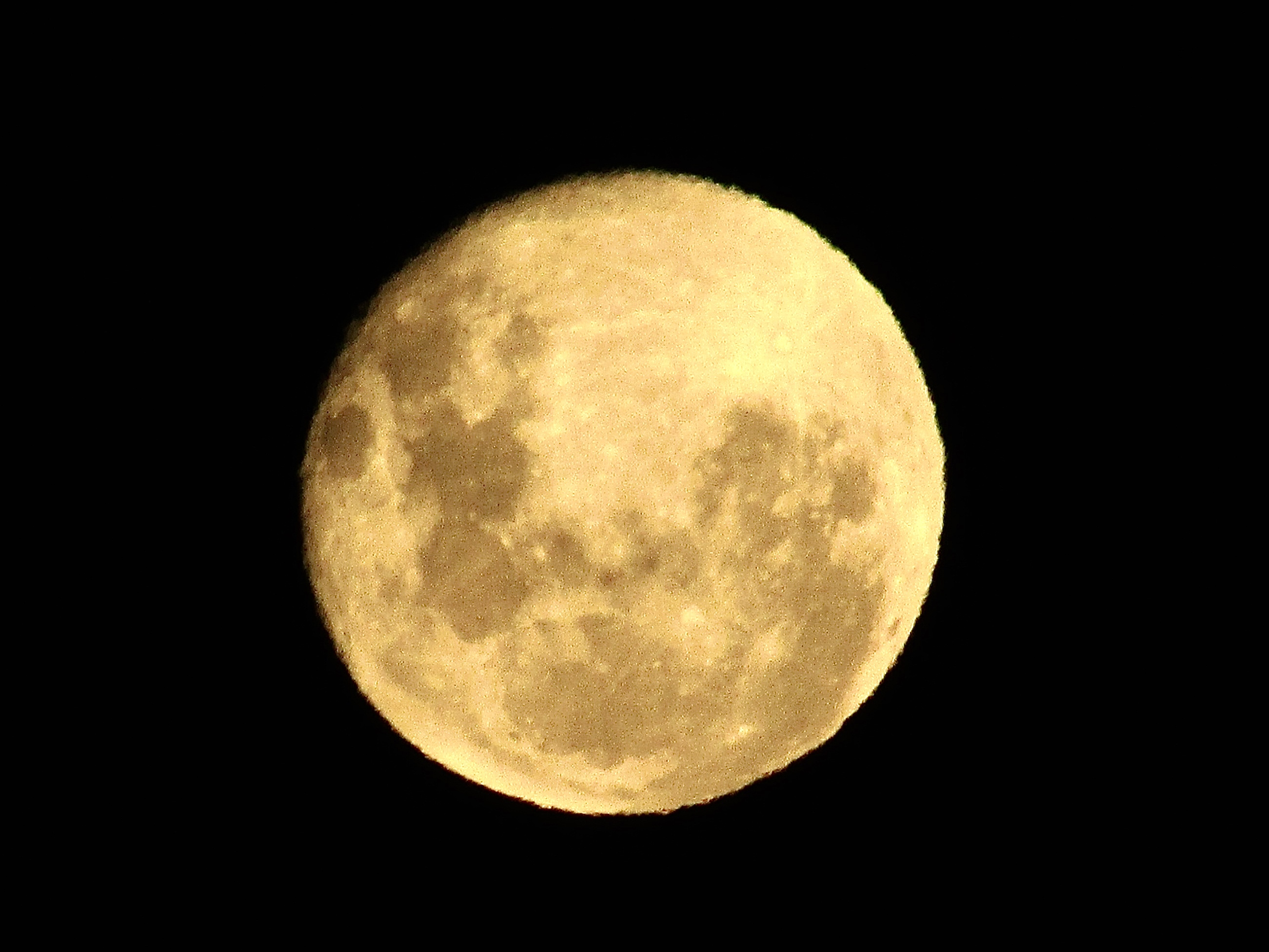
La luna.

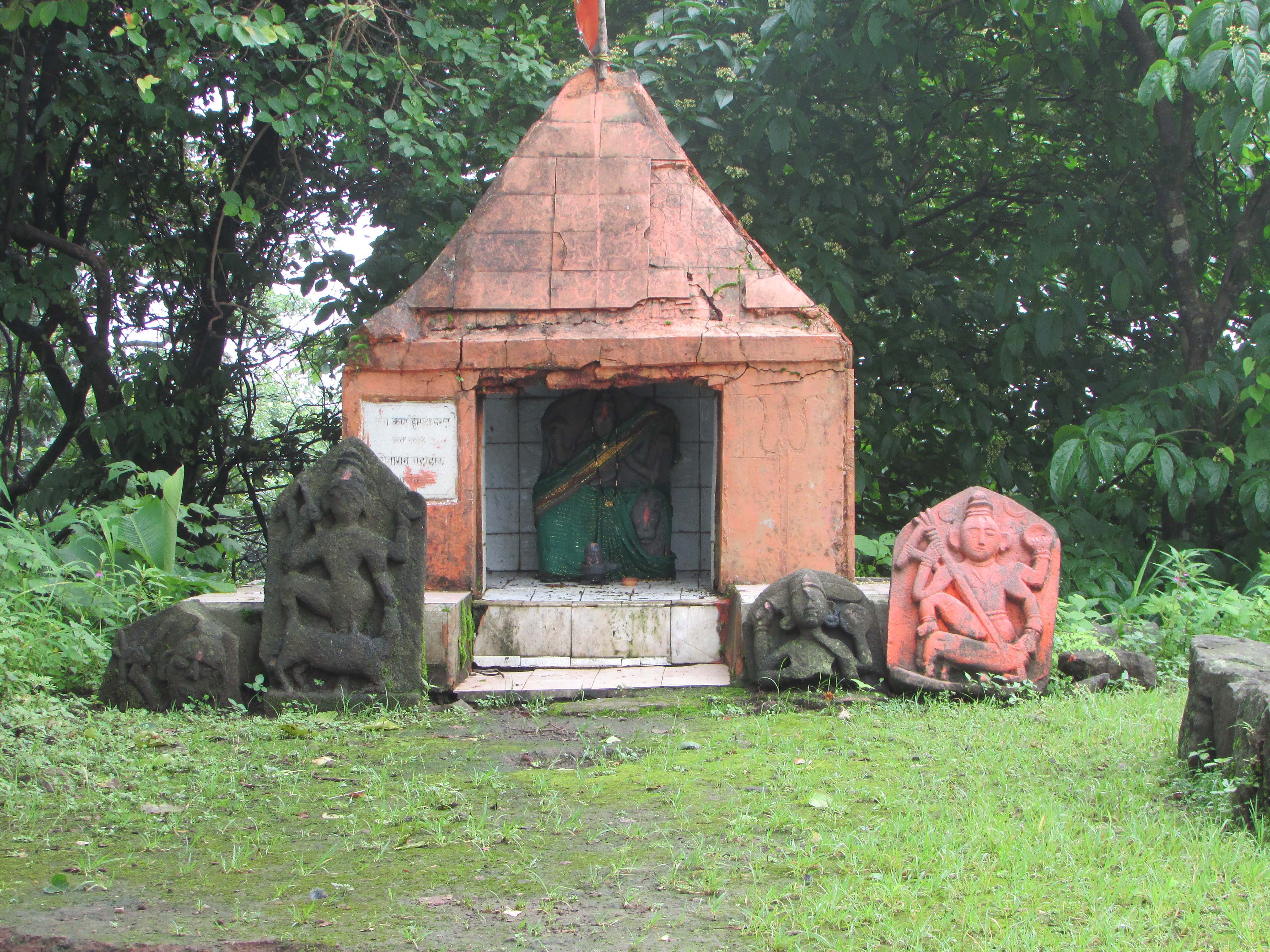
El templo de Bhavani en el Karnala Fort.

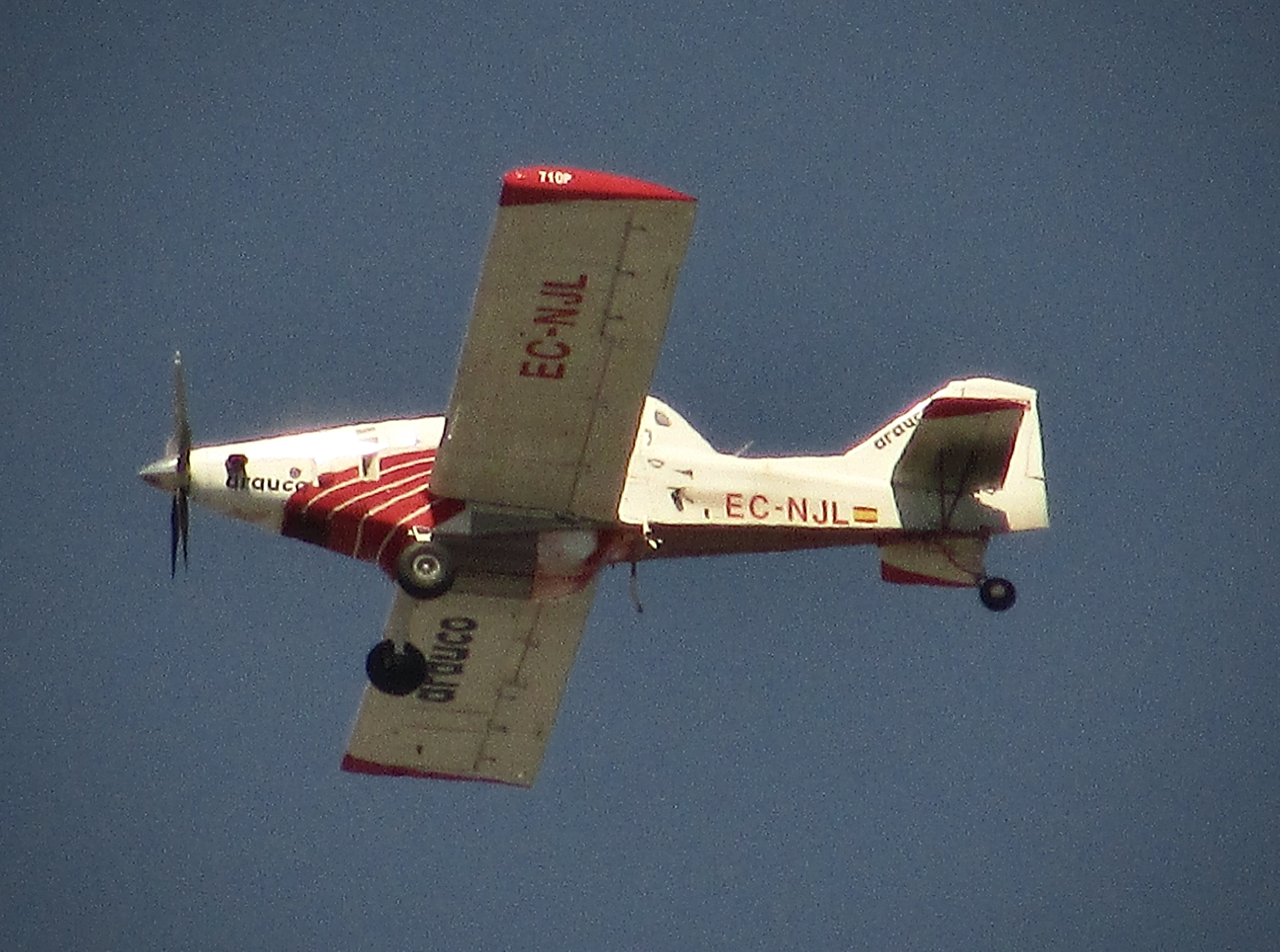
Un Thrush Aircraft 710P en vuelo.

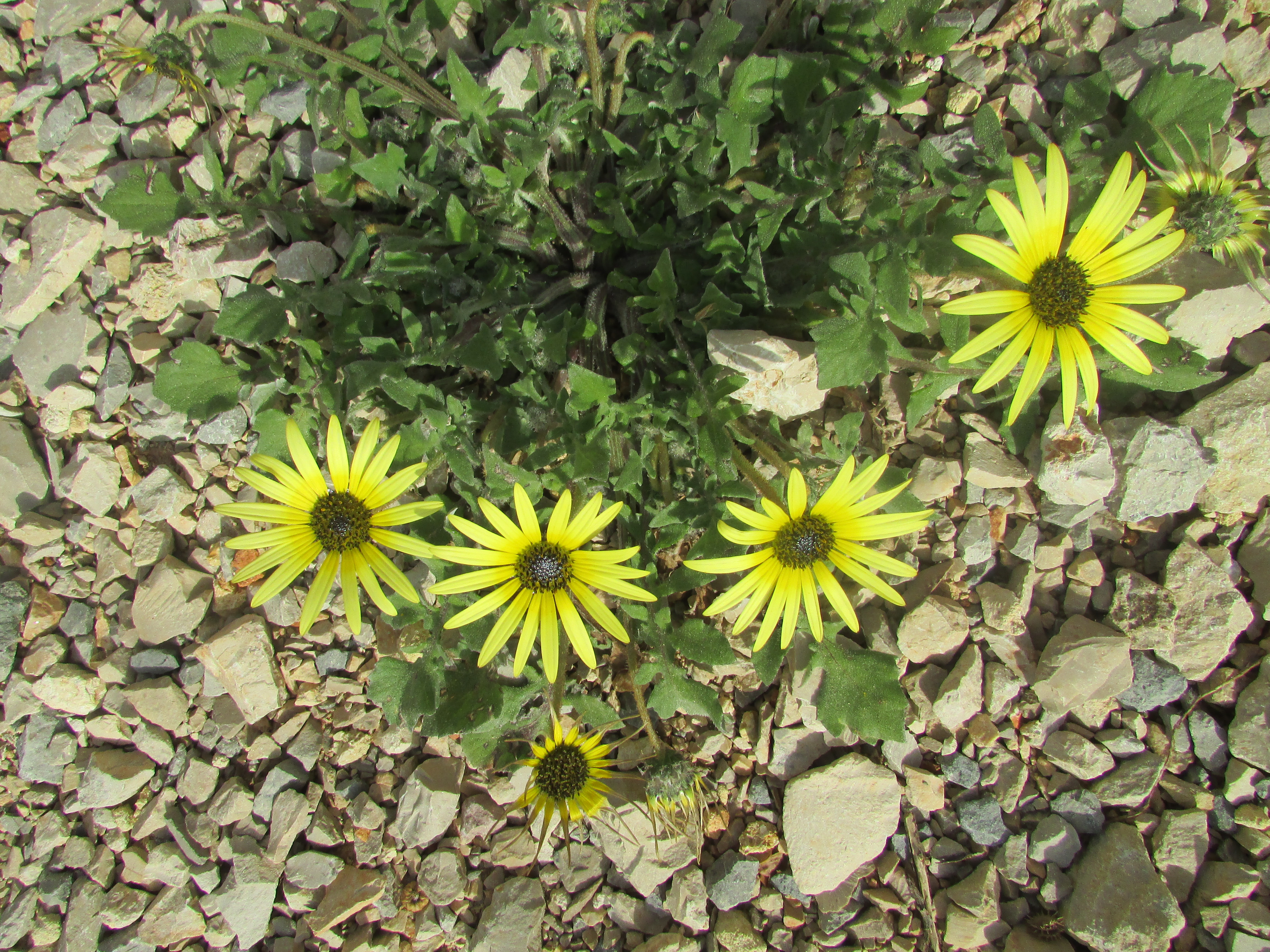
Una Arctotheca calendula.